# Gollano
Gollano es una localidad española y un concejo de la Comunidad Foral de Navarra perteneciente al municipio de Améscoa Baja.
Está situado en la Merindad de Estella, en la comarca de Estella Oriental, en el valle de Las Améscoas y a 62,5 km de la capital de la comunidad, Pamplona. Su población en 2014 fue de 34 habitantes (INE), su superficie es de 2,138 km² y su densidad de población es de 15,9 hab/km².

## Topónimo
El significado del topónimo Gollano probablemente sea «lugar propiedad de una persona llamada Goll». Esta teoría se basa en descomponer la palabra de la siguiente forma: Goll-ano y considerar la primera parte un nombre de persona y el sufijo un indicador de propiedad.
El antropólogo, lingüista e historiador Julio Caro Baroja pensó que el nombre de persona referido podría ser Golius (Golinus) o Golianum.
A lo largo de la historia, tal y como se recoge en el Nomenclátor Euskérico de Navarra (NEN), el nombre de la localidad se ha escrito de diferentes formas: Golano (1280), Goylano, Goyllano (1268, 1274, 1275 y 1350) y Guoiano (1286).
Entre vascohablante es común la variante Gollau, donde como es habitual en otros topónimos euskéricos se pierde la letra n. Patxi Salaberri documenta las siguientes formas: gollau dermaua (1724) y gollauco chaparduyburua (1689). Sin embargo la Real Academia de la Lengua Vasca lo tiene registrado de la misma forma que en castellano: Gollano.

## Geografía física

### Situación
La localidad de Gollano está situada en las inmediaciones del nacimiento del río Urederra y en la parte central del municipio de Améscoa Baja a una altitud de 600 m s. n. m. Su término concejil tiene una superficie de 2,138 km² y limita al norte con el concejo de Baquedano; al sur con el de Artaza y al oeste con el de Zudaire.

## Demografía

### Evolución de la población
| Gráfica de evolución demográfica de Gollano entre 2000 y 2013 |
|                                                               |
| Datos según el nomenclátor publicados por el INE.             |

## Arte
Iglesia de San Bartolomé, del siglo XIII y estilo protogótico, con modificaciones posteriores.